# Стоа „Фороглу“
 Тази статия е за стоата.  За жилищната сграда вижте Фороглова къща.  За хотела вижте Фороглова къща (хотел).
Стоа „Фороглу“ (на гръцки: Στοά Φόρογλου) е историческа постройка в град Солун, Гърция.

## Местоположение
Сградата е разположена на улица „Агиос Минас“ № 8.

## История
Смята се, че е построена преди 1912 година като хан с 22 стаи. Преди големия пожар в Солун принадлежи на Зилпер Заде и неговите наследници и на Народната банка. Сградата оцелява след пожара в 1917 година и в 1928 година е закупена от земевладелеца Емануил Георгиу Фороглу и неговия брат Периклис за търговски цели. Помещенията са под наем, с изключение на едно, което е офисът на Периклис. Към началото на XXI век сградата продължава да се използва за търговски дейности. Към 2020 година в приземния етаж на стоата има търговски магазини и ресторант, като са запазени старият метален вход и подът с характерните за времето бели и черни квадрати.

## Архитектура
Зданието е с прост строеж, който се развива на партер и първи етаж. Симетричните отвори на приземния етаж са оформени с дъговидни стрехи. Пълните участъци на зидарията между отворите са подчертани с фалшиви пиластри. Подовите отвори са богато украсени. Организацията на вътрешното пространство е типична с двуетажен портик с метален остъклен покрив, осигуряващ естествено осветление. Според наличните данни сградата е имала централен фронтон с релефни фигури, който е бил разрушен след земетресенията от 1978 година.